# كوستيشت
كوستيشت هي قرية تقع في إقليم ياش في رومانيا وبلغ عدد سكانها 1,932 نسمة في عام 2007م.